# Złota Liga
Złota Liga (ang. Golden League) – prestiżowy cykl mityngów lekkoatletycznych, organizowany przez IAAF w latach 1998–2009, w których najlepsi zawodnicy dzielili pomiędzy siebie główną nagrodę – 1 milion dolarów amerykańskich. W podziale tej kwoty uczestniczył zawodnik, który wygrał wszystkie siedem lub sześć mityngów (w zależności od edycji). Dodatkowo był on zobligowany do startu w Światowym Finale IAAF. Z roku na rok zmieniała się lista rozgrywanych konkurencji lekkoatletycznych.
Mitingi Złotej Ligi rozgrywano w: Oslo, Brukseli, Berlinie, Zurychu, Rzymie i Monako. Od sezonu 2010 cykl zmienił formułę i nazwę – na Diamentowa Liga. Poprzedniczką Złotej Ligi były mityngi Złotej Czwórki (ang. Golden Four), przeprowadzane w latach 1993–1997.

## Zwycięzcy wszystkich mityngów
- 1998: Hicham El Guerrouj, Haile Gebrselassie, Marion Jones
- 1999: Wilson Kipketer, Gabriela Szabó
- 2000: Hicham El Guerrouj, Maurice Greene, Trine Hattestad, Tatjana Kotowa
- 2001: André Bucher, Hicham El Guerrouj, Allen Johnson, Marion Jones, Violeta Szekely, Olga Jegorowa
- 2002: Hicham El Guerrouj, Ana Guevara, Marion Jones, Félix Sánchez
- 2003: Maria Mutola
- 2004: Christian Olsson, Tonique Williams-Darling
- 2005: Tatjana Lebiediewa
- 2006: Asafa Powell, Jeremy Wariner, Sanya Richards
- 2007: Sanya Richards, Jelena Isinbajewa
- 2008: Pamela Jelimo
- 2009: Sanya Richards, Jelena Isinbajewa, Kenenisa Bekele